# Molvízar
Molvízar là một đô thị trong tỉnh Granada, Tây Ban Nha.